# Carol Moseley Braun
Carol Moseley Braun (ur. 16 sierpnia 1947 w Chicago w stanie Illinois) – amerykańska polityk i dyplomata związana z Partią Demokratyczną. Była pierwszą Afroamerykanką w Senacie Stanów Zjednoczonych i pierwszą kobietą wybraną do tej izby Kongresu ze stanu Illinois.
W latach 1993–1999 reprezentowała stan Illinois w Senacie Stanów Zjednoczonych.
W latach 1999–2001 była ambasadorem Stanów Zjednoczonych w Nowej Zelandii i Samoa.